# Duan Yihe
Duan Yihe (chino: 段义和; pinyin: Duàn Yìhé, 17 de enero de 1946 - 5 de septiembre de 2007) fue un importante legislador de Jinan, capital de la provincia de Shandong, en el este de China. Fue miembro de la X Asamblea Popular Nacional de China y se desempeñó como presidente del Comité Permanente de la Asamblea Popular Municipal de Jinan desde 2001 hasta 2007. Duan, junto con su sobrino político, fue ejecutado en septiembre de 2007 por asesinar a su amante, a quién le puso una bomba colocada en su automóvil. Es considerado uno de los crímenes más impactantes que involucró a un funcionario chino. Duan fue el sexto funcionario de nivel ministerial provincial ejecutado en China desde 1978.
Además del asesinato, Duan también fue declarado culpable de aceptar sobornos por un valor de 1,69 millones de yuanes (equivalente a 223 800 dólares estadounidenses en ese momento). También tenía activos por un valor de 1,3 millones de yuanes (US$ 176 000), de los cuales no supo explicar su origen. El Tribunal Popular Supremo de China revisó el caso y aprobó la sentencia de ejecución.